# 考尔多什库特
考尔多什库特，是匈牙利贝凯什州所辖的一个村。总面积76.58平方公里，总人口897，人口密度11.7人/平方公里（2011年1月1日）。